# Oxycantha darwini
Oxycantha darwini är en stekelart som beskrevs av Surekha och Ubaidillah 1996. Oxycantha darwini ingår i släktet Oxycantha och familjen finglanssteklar.
Artens utbredningsområde är Brunei. Inga underarter finns listade i Catalogue of Life.